# Kalophrynus interlineatus
Kalophrynus interlineatus es una especie de anfibio anuro de la familia Microhylidae.

## Distribución geográfica
Esta especie se encuentra en el sudeste asiático:
- en Birmania;
- en el sur de China, en las provincias de Yunnan, Guangdong, Guangxi y Hainan y Hong Kong.
- en Tailandia;
- en Camboya;
- en Laos;
- en Vietnam;
- en la península de Malasia.[5]

## Descripción
Los machos miden de 33.7 a 44.6 mm y las hembras de 35.0 a 46.4 mm.

## Taxonomía
Kalophrynus orangensis ha sido identificado por su sinonimia con Kalophrynus interlineatus por Zug en 2015, donde fue colocado por Ohler y Grosjean en 2005. 

## Publicación original
- Blyth, 1855 "1854" : Report of Curator, Zoological Department, for September 1854. Journal of the Asiatic Society of Bengal, vol. 23, p. 729-740[6]